# El Pilaret del Gespal
El Pilaret del Gespal (o lo Pilaret del Gespal) és una muntanya de 2.332,2 metres d'altitud que es troba entre els antics termes municipals de Barruera i Durro, tots dos integrants actualment del municipi de la Vall de Boí, a la comarca de l'Alta Ribagorça.